# スーパーマンII
『スーパーマンII 冒険篇』（スーパーマンツーぼうけんへん、Superman II）は、1980年のアメリカ合衆国・イギリスのスーパーヒーロー映画。監督はリチャード・レスター、出演はクリストファー・リーヴ、マーゴット・キダー、ジーン・ハックマンなど。アメリカン・コミック作品『スーパーマン』を原作とする1978年の映画『スーパーマン』の続編である。
クリストファー・リーヴ主演のシリーズ第2作。前作の冒頭で登場したゾッド将軍をはじめとする3人の惑星クリプトンの反逆者とスーパーマンの死闘を描く。

## 製作
本作製作の時点では、監督は前作に引き続きリチャード・ドナーが担当する予定であり、前作の撮影と完全に同時進行の上で第1部と第2部、あるいは前編と後編といった連作として制作された。
しかし、制作費がかかりすぎることによる映画会社との確執、作品の方向性でドナーと製作総指揮のサルキンド親子との対立が表面化し、大半の撮影を終えながらドナーは監督を降板、後任にはリチャード・レスターが就くこととなった。ワーナーはドナーに共同監督としてクレジットすることを提案したが、ドナーは試写の出来に幻滅し、拒否した。
その後、インターネットを中心に本来の構想であるドナーによる『スーパーマンII』の製作が望まれており、シリーズ復活となった2006年に主演のクリストファー・リーヴへの追悼の意も込めて膨大なフイルムから再編集作業が行われ、『ドナー・カット版』として結実した。

## ストーリー
クリプトン星が破壊される前に、犯罪者のゾッド将軍、アーサ、ノンはファントムゾーンへの追放を宣告される。 ある日、エッフェル塔が水爆を持ったテロリストによって占拠されてしまう。パリ滅亡の危機。それを知ったスーパーマンは水爆を奪い、宇宙空間で爆発させる。ファントム・ゾーンはスーパーマンが地球から投げた水爆の衝撃波によって地球近くで粉砕されてしまう。3人の犯罪者は解放され、太陽の黄色い光によって強大な力を与えられたことに気づく。月に降り立ち、探索していた宇宙飛行士チームを難なく殺害した後、彼らは地球の征服に向かう。
デイリー・プラネット新聞社は、記者のクラーク・ケント（その秘密の正体はスーパーマン）と同僚のロイス・レーンをナイアガラに派遣する。クラークがいなくなった後、スーパーマンが子供を救ったことから、ロイスはクラークとスーパーマンが同一人物ではないかと疑う。ロイスは故意に滝に身を投げるが、クラークは変身すること無く彼女を救う。その夜、ホテルの部屋でクラークはつまずいて、火のついた暖炉に手を突っ込んでしまう。クラークの手が何ともないことをロイスが見ると、クラークは自分が本当はスーパーマンであることを明らかにする。彼は彼女を北極の「孤独の要塞」に連れて行き、エネルギークリスタルの中に保存されている過去の記録を彼女に見せる。スーパーマンはロイスへの愛と彼女と一緒に人生を過ごしたい旨を宣言する。母親のララの人工知能と協議した後、スーパーマンはクリスタルの部屋で赤いクリプトンの太陽光に身を曝すことで超人的な力を取り除き、普通の人間となる。クラークとロイスは一夜を共に過ごし、要塞を出て北極から戻る。
一方、ゾッドと仲間たちはホワイトハウスに行き、アメリカ大統領に降伏を強要する。クラークとロイスはある食堂に入ったところ、そこでロッキーという名のトラック運転手がロイスにセクハラをし、クラークを殴打する。喧嘩は、大統領がゾッドの要求に従い辞任するというニュースよって中断される。大統領がスーパーマンに地球を救って欲しいと懇願すると、ゾッド将軍はテレビカメラに向かって、「ジョー・エルの息子よ、ゾッドの前に跪け！」と要求する。恐ろしい間違いを犯したことに気づいたクラークは、自分の力を取り戻すことが出来るかどうかを確認するために「孤独の要塞」に戻る。
レックス・ルーサーはイブ・テシュマッカーの手引きで刑務所から脱獄する。彼らは「孤独の要塞」に侵入し、ルーサーはスーパーマンとジョー・エル及びゾッド将軍とのつながりを知る。彼はホワイトハウスでゾッドと会い、スーパーマンが彼ら3人をファントムゾーンに閉じ込めたジョー・エルの息子であることを告げ、オーストラリアを貰う代わりにゾッドたちをスーパーマンのところに案内すると申し出る。3人の犯罪者はルーサーと手を組み、デイリープラネット社に行く。力を回復させたスーパーマンも到着し3人と戦う。ゾッドは、スーパーマンが人間を守ろうとすることに気付いたことから、近くにいる一般人に危害を加えるぞとスーパーマンを脅す。スーパーマンは、ゾッドたちを止める唯一の方法は彼らを「孤独の要塞」におびき寄せることであると悟り、ゾッド、アーサ、ノン、3人に捕まったロイス、ルーサーと共に北極へ向かう。スーパーマンはルーサーに3人をクリスタル・ルームに誘い込ませ、3人の力を奪おうと考えるが、ルーサーはルームの秘密を犯罪者たちばらしてしまう。ゾッドはスーパーマンを部屋に押し込み、クリスタルを起動する。そして、スーパーマンの力が無くなったと思ったゾッドはスーパーマンに対してひざまずいてゾッドの手にキスするように言う。しかし、スーパーマンはゾッドの手を握りつぶし、氷の割れ目に投げ込む。ルーサーは、スーパーマンがクリスタル・ルームの構造を変え、3人を赤い太陽光に曝す一方、スーパーマンはルームの中で赤い太陽光から守られたということを理解する。ノンは飛ぼうとして別の割れ目に落ち、ロイスはアーサを割れ目に突き落とす。スーパーマンはレックスを要塞に残したままメトロポリスに戻り、ロイスを家に返す。
翌日、デイリープラネット社で、クラークはロイスにキスし、彼女の過去数日間の記憶を消し去る。その後、彼は例の食堂に行き、ロッキーに復讐する。スーパーマンはゾッドによる被害を修復し、ホワイトハウスの星条旗を元に戻し、二度と自分の任務を放棄しないと大統領に告げる。

## キャスト
| 役名                          | 俳優                   | 日本語吹き替え | 日本語吹き替え                                                                            | 日本語吹き替え |
| 役名                          | 俳優                   | テレビ朝日版1 （吹替補完版） | TBS版                                                                                     | テレビ朝日版2 |
| ----------------------------- | ---------------------- | --- | ----------------------------------------------------------------------------------------- | --- |
| スーパーマン クラーク・ケント | クリストファー・リーヴ | 佐々木功 | 佐々木功                                                                                  | 東地宏樹 |
| ロイス・レーン                | マーゴット・キダー     | 中原理恵 （小林さやか） | 弥永和子                                                                                  | 岡寛恵 |
| レックス・ルーサー            | ジーン・ハックマン     | 石田太郎 （菅生隆之） | 藤本譲                                                                                    | 銀河万丈 |
| オーティス                    | ネッド・ビーティ       | 神山卓三 | 緒方賢一                                                                                  | 後藤哲夫 |
| ゾッド将軍                    | テレンス・スタンプ     | 西沢利明 | 坂口芳貞                                                                                  | 山路和弘 |
| イヴ・テッシュマッカー        | ヴァレリー・ペリン     | 小原乃梨子 | 片岡富枝                                                                                  | 雨蘭咲木子 |
| ボンド・アー                  | マリア・シェル         | |                                                                                           | |
| ララ                          | スザンナ・ヨーク       | 沢田敏子 | 沢田敏子                                                                                  | 宮寺智子 |
| ペリー・ホワイト              | ジャッキー・クーパー   | 近石真介 | 石森達幸                                                                                  | 青野武 |
| ジミー・オルセン              | マーク・マクルーア     | 古谷徹 | 小野健一                                                                                  | 石井揮之 |
| アーサ                        | サラ・ダグラス         | 田島令子 | 滝沢久美子                                                                                | 渡辺美佐 |
| ノン                          | ジャック・オハローラン | |                                                                                           | |
| アメリカ合衆国大統領          | E・G・マーシャル       | 宮田光 |                                                                                           | 山野史人 |
| 保安官                        | クリフトン・ジェームズ | 今西正男 |                                                                                           | 茶風林 |
| その他                        | N/A                    | 高橋ひろ子 榊原良子 嶋俊介 佐古正人 村松康雄 鳳芳野 池田勝 西村知道 小島敏彦 筈見純 加藤正之 中島喜美栄 島香裕 小関一 大久保正信 石井敏郎 広瀬正志 大滝進矢 林一夫 梨羽侑里 千田光男 池田真 鈴木一輝 旗博史 追加録音版キャスト 前田一世 | 辻村真人 竹口安芸子 筈見純 伊井篤史 塚田正昭 稲葉実 小島敏彦 小室正幸 喜多川拓郎 亀井芳子 | 田原アルノ 石井隆夫 谷昌樹 多田野曜平 斉藤次郎 津々見沙月 田村聖子 高階俊嗣 白熊寛嗣 瑚海みどり 大久保利洋 佐藤美一 間宮康弘 |

- テレビ朝日版1：初回放送1984年10月7日『日曜洋画劇場』
  - 劇場公開版を吹替えたもの。ノーカット放送。
  - 「スーパーマン アルティメット・コレクターズ・エディション（DVDボックス）」および「スーパーマン モーション・ピクチャー・アンソロジー（Blu-rayボックス）」と「スーパーマンII 冒険篇（Blu-ray単品）」には再放送短縮版を収録（正味124分）。
- テレビ朝日版1・吹替補完版：初回放送2014年8月23日 WOWOW『土曜吹替劇場』
  - ノーカット放送。
  - 上記の吹き替えを基に、再放送時にカットされた部分を追加録音して放送された[4]。なお、故人など一部の声優は代役が立てられた。
- TBS版：初回放送1990年2月28日『水曜ロードショー』
- テレビ朝日版2：初回放送2006年9月1日『シネマエクスプレス』
  - 当初は日曜洋画劇場で前作の放送翌週に当たる8月27日に放送予定だったが実際には『クリムゾン・リバー』が放送され、こちらは深夜枠での放送となった。

## スタッフ
- 監督：リチャード・レスター
- 製作：ピエール・スペングラー（英語版）
- 製作総指揮：イリヤ・サルキンド
- 原案・脚本：マリオ・プーゾ、デイヴィッド・ニューマン、レスリー・ニューマン
- 撮影：ジェフリー・アンスワース
- 編集：スチュワート・ベアード、マイケル・エリス
- 音楽：ケン・ソーン（英語版）
- テーマ曲：ジョン・ウィリアムズ

### 日本語版
- 字幕翻訳：高瀬鎮夫

| 吹き替え       | テレビ朝日版1 （吹替補完版）  | TBS版      | テレビ朝日版2    |
| -------------- | ----------------------------- | ---------- | ---------------- |
| 演出           | 佐藤敏夫                      | 小山悟     | 伊達康将         |
| 翻訳           | 木原たけし （伊藤里香）       | 木原たけし | 木原たけし       |
| 調整           | 前田仁信                      |            | 高久孝雄         |
| 効果           | 遠藤堯雄 桜井俊哉             |            | サウンドボックス |
| プロデューサー | 圓井一夫                      | 上田正人   |                  |
| 制作           | 東北新社 （ブロードメディア） | 東北新社   | 東北新社         |
| 制作           | テレビ朝日                    | TBS        | テレビ朝日       |

## 作品の評価
Rotten Tomatoesによれば、58件の評論のうち高評価は83%にあたる48件で、平均点は10点満点中7.4点、批評家の一致した見解は「ユーモアは時折ドタバタ調に陥り、また特殊効果も時代遅れとなっているが、『スーパーマンII 冒険篇』は前作が設定した基準を超えているとは言わないまでも満たしてはいる。」となっている。
Metacriticによれば、16件の評論のうち、高評価は13件、賛否混在は3件、低評価はなく、平均点は100点満点中83点となっている。

## ドナー・カット版
撮影途中で降板したリチャード・ドナー監修のもと再編集された作品。2006年にソフト化された。

### ストーリー
レックス・ルーサーの策略により発射された核ミサイルの一つはスーパーマンの活躍により宇宙の彼方へと投棄された。しかし宇宙空間で爆発したミサイルの衝撃により、ファントム・ゾーンに幽閉されていたゾッド将軍らが解放されてしまう。一方、クラーク・ケントの同僚であり彼が密かに想いを寄せている敏腕女性記者ロイス・レーンは、同僚のクラークこそがスーパーマンなのではないかという疑いを抱き始める。

### キャスト
- スーパーマン / クラーク・ケント / カル＝エル - クリストファー・リーヴ
- ロイス・レーン - マーゴット・キダー
- ジョー＝エル - マーロン・ブランド
- レックス・ルーサー - ジーン・ハックマン
- オーティス - ネッド・ビーティ
- イヴ・テッシュマッカー - ヴァレリー・ペリン
- ゾッド将軍 - テレンス・スタンプ
- アーサ - サラ・ダグラス
- ノン - ジャック・オハローラン
- アメリカ合衆国大統領 - E・G・マーシャル

### スタッフ
- 監督：リチャード・ドナー
- 製作：ピエール・スペングラー（英語版）、マイケル・ソー
- 原案・脚本：マリオ・プーゾ、デイヴィッド・ニューマン、レスリー・ニューマン
- 撮影：ジェフリー・アンスワース
- 音楽：ジョン・ウィリアムズ

### 作品解説
リチャード・ドナーが監督した『スーパーマン』は1978年に公開されると瞬く間に大ヒットし、批評家からも絶賛された。その成功を受けて007シリーズのような長期シリーズ化が目指されたが、2作目の撮影途中でドナーが降板、後任のリチャード・レスターの下で1980年に公開された『スーパーマンII 冒険篇』はドナーの構想とは大きく異なる作品となるがヒットした。その後レスターが続投し、1983年に公開された『スーパーマンIII/電子の要塞』は初週こそ上位につけるものの、最終的に興行収入は伸び悩み、評価は前作を下回った。そしてキャノン・フィルムズのもとで製作され、1987年に公開された『スーパーマンIV/最強の敵』は『III』をさらに下回る低評価を受け、興行的にも赤字となる。この結果を受け、第1作から9年でシリーズは終了し、長期シリーズ化の目論見は潰えた。その後『バットマン』シリーズのヒットもありシリーズ復活の企画は頓挫したままだったが、1990年代末期から2000年代にかけて『ブレイド』や『X-MEN』のヒットを皮切りにコミック原作のヒーロー映画が相次ぐ。その流れを受け2001年に始まったテレビドラマ『ヤング・スーパーマン』もヒットしたことで映画版が再注目され、ドナーの構想に基づいた『スーパーマンII』の完成がファンの間で望まれるようになったが、当時のフィルムは紛失し、行方不明となったままだった。
しかし、当時の撮影現場だったロンドンのスタジオから撮影素材が発見され、『スーパーマン リターンズ』の公開に合わせる形でドナーの構想に基づいた『スーパーマンII』を復元する企画が実現した。なお、ドナーと対立したとされるイリヤ・サルキンドは既にドナーと和解していたため、この企画に対して前向きな姿勢を見せていた他、劇場版の監督であるリチャード・レスターも肯定的なコメントを出している。
リチャード・ドナー、トム・マンキウィッツ監修のもとマイケル・ソーらスタッフによる素材の復元・編集作業が行われ、劇場版では辞退したジョン・ウィリアムズが書き下ろした劇伴も加えられた。
本来の構想にかなり近い作品へと仕上がったことで、ドナーは自身が降板した後の製作陣はコミックを映画化するにあたり、荒唐無稽な設定の中に適度にリアリティーを混ぜることの重要性が分かっていなかった、だからその後のシリーズは失敗したと語っている。

### 劇場版との違い
リチャード・レスターによって撮影されたシーンの半数以上、特にコミカルなシーンが削除され、ドナーによる撮影シーンに差し替えられている。一部撮影していない部分はスクリーン・テストの映像を使用している。前作のシーンのいくつかは、完成版では使われなかった、別のアングルから撮影されたものを使用している。最新のCG技術は多用せず、あえて撮影当時のフィルムに馴染むような視覚効果が使われている。
監督の交代に基づく契約上の関係で、全てカットされたマーロン・ブランドの出演シーンが解禁された。さらにドナー、レスターがそれぞれ撮影したカットの混合ではない、劇場版には存在しなかった約15分に及ぶ未公開カットが本編に追加され、ほとんど新作と呼べる映画に仕上がっている。冒頭には「これは本来の着想に基づいて製作された『スーパーマンII』です」とのテロップが挿入されている。

## DVD・Blu-ray
『ドナー・カット版』は『スーパーマン アルティメット・コレクターズ・エディション（11枚組みDVDボックス）』と、『スーパーマン モーション・ピクチャー・アンソロジー（8枚組みBlu-rayボックス）』に収録。単品ではBlu-ray Discのみで販売が行われていたが、6年遅れでDVD版も発売された（HD DVDは規格の終息に伴い廃盤）。